# William H. C. Whiting

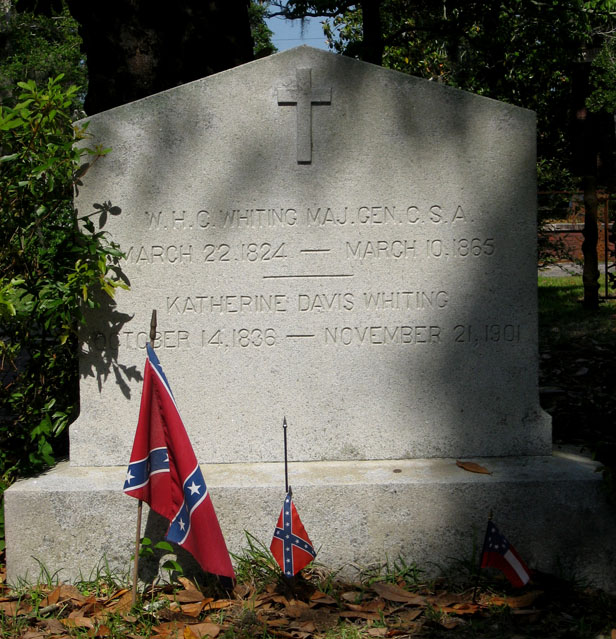
Het graf van generaal-majoor W.H.C. Whiting

William Henry Chase Whiting (Biloxi (Mississippi), 22 maart 1824 – Fort Columbus, Governors Island, 10 maart 1865) was een generaal die sneuvelde in de Amerikaanse Burgeroorlog.

## Beginjaren
Hij was de zoon van artillerieofficier Levi Whiting en Mary A. Whiting.
Toen hij twaalf was, was hij een uitstekend student aan English High School of Boston te Boston (Massachusetts). Op zestien studeerde hij af aan Georgetown University.
In 1845 studeerde hij als primus af aan de United States Military Academy te West Point (New York).

## Genie
Hij ging als tweede luitenant bij de genie en bouwde kustverdedigingswerken in Maryland en Florida en militaire wegen en forten in het westen van Texas. Te Fort Davis (Texas) bracht hij de Big Bend in kaart. In 1853 werd hij als eerste luitenant naar het westen gestuurd om de haven van San Francisco te versterken. Hij diende tot 1856 bij de genie van de Westkust. Hij verbeterde vijf jaar lang rivieren, kanalen en havens in North Carolina, South Carolina, Georgia en Florida. In 1858 werd hij bevorderd tot kapitein van de genie.

## Amerikaanse Burgeroorlog
Op 20 februari 1861 nam Whiting ontslag uit het noordelijke leger en ging hij als majoor bij de genie van het zuidelijke leger.
Hij versterkte de verdediging van de haven van Charleston (South Carolina).
Hij diende onder generaal-majoor Joseph E. Johnston als hoofd van de genie in de Army of the Shenandoah in de Eerste Slag bij Bull Run. In augustus 1861 werd hij bevorderd tot brigadegeneraal en in de Slag bij Seven Pines kreeg hij het bevel over een divisie.
Hij ondersteunde Stonewall Jackson in zijn tweede Veldtochten in de Shenandoahvallei van 1864 en keerde per trein terug naar de Schiereilandveldtocht waar hij met zijn divisie vocht in de Slag bij Gaines' Mill en de Slag bij Malvern Hill.

## Gewond en gevangen in Wilmington
Robert E. Lee was ontevreden over Whiting in de Zevendagenslag en verving hem door brigadegeneraal John Hood. Whiting werd naar het vredige Wilmington (North Carolina) gestuurd. In mei 1864 nam hij kort de verdediging van Petersburg (Virginia) op.
Begin 1865 verdedigde Whiting tegen Alfred Howe Terry. Bij Fort Fisher bij Wilmington raakte Whiting gewond aan zijn been en werd hij gevangengenomen. Hij was verzwakt en kreeg in zijn cel dysenterie, waaraan hij overleed.

## Militaire loopbaan
- Cadet United States Military Academy: 1 juli 1841 - 1 juli 1845[3]
- Second Lieutenant, Corps of Engineers: 1 juli 1845[3]
- First Lieutenant, Corps of Engineers: 16 maart 1853[3]
- Captain, Corps of Engineers: 13 december 1858[3]
- Ontslag genomen USA: 20 februari 1861[3]
- Major of Engineers (CSA): 16 maart 1861
- Brigadier General (CSA): 21 juli 1861
- Major General (CSA): 13 februari 1863